# ماریا رستیتوتا کافکا

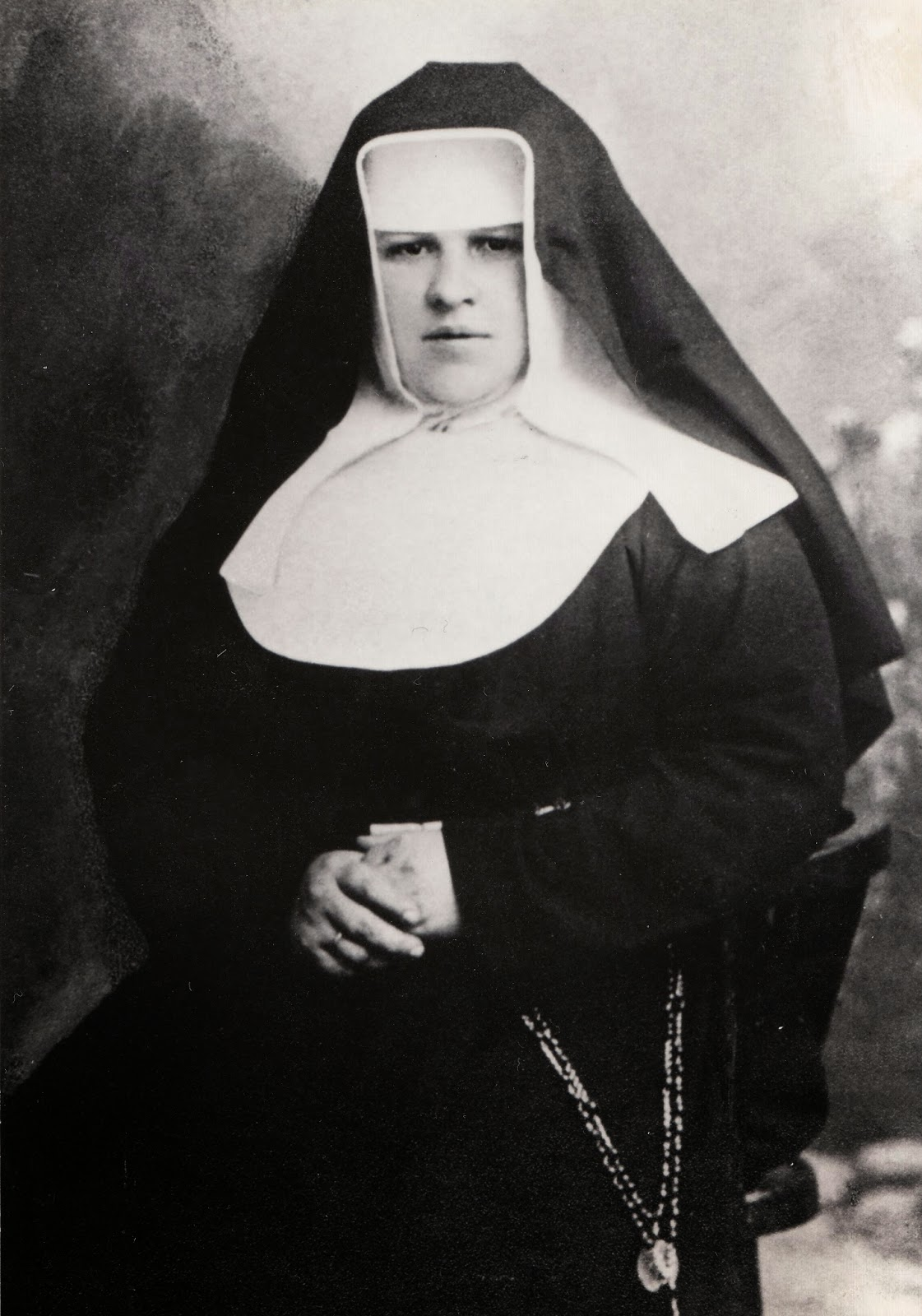
ماریا رستیتوتا، ۱۹۱۹

ماریا رستیتوتا کافکا (به انگلیسی: Maria Restituta) (۱ می ۱۸۹۴، برنو؛ ۳۰ مارس ۱۹۴۳، وین)، با نام اصلی هلن کافکا، یک پرستار و راهبهٔ اتریشی بود که در دوران قدرت ناسیونال سوسیالیست‌ها (نازی) در آلمان، با آنها به مبارزه برخاست. پاپ ژان پل دوم وی را در سال ۱۹۹۸ به وی را مقدس نامید.